# Шамал
Шамал је врста ветра који дува у Месопотамији. Јавља се из правца северозапада и прелази преко Ирака и Кувајта носећи велике количине песка. Током дана је најјачи, а за време ноћи му се смањује интензитет.